# Damian McGinty
Damian McGinty (Derry, 9 settembre 1992) è un cantante e attore britannico.

## Biografia
Nato a Derry in Irlanda del Nord, dopo aver vinto la sua prima gara di canto alla tenera età di sei anni, all'età di quattordici anni i suoi genitori capiscono che il suo talento musicale deve essere messo in mostra, così lo fanno cantare nei pub irlandesi. La prima attenzione per Damian viene dal produttore Browne Sharon e direttore musicale Phil Coulter quando Damian aveva 14 anni. Quando ha registrato un CD per beneficenza è stato assunto da loro. È stato invitato a venire a un provino per lo show ed è stato subito lanciato nel ruolo dell'"adolescente" o "ragazzo prodigio" nei Celtic Thunder. È stato con loro per quattro anni e ha registrato sette CD e spettacoli. Dopo vari tour, Damian cerca di iscriversi a X-Factor ma lo rifiutano per le sue origini irlandesi. Così tenta di diventare uno dei dodici concorrenti del reality show The Glee Project e ci riesce. Dopo dieci episodi del reality show Damian vince insieme a Samuel e così come premio i due possono partecipare a sette episodi della serie televisiva Glee. A partire dal quarto episodio della terza stagione, Damian interpreta Rory Flanagan, un ragazzo irlandese in America per uno scambio culturale, e viene ospitato da Brittany. Damian appare brevemente anche nel film Glee 3D.

## Discografia
- Celtic Thunder (2008)
- Act Two (2008)
- Puppy Love (2008)
- Take Me Home (2009)
- It's Entertainment! (2010)
- Christmas (2010)
- Heritage (2011)
- Storm (2011)
- Voyage (2012)

## Filmografia

### Televisione
- The Glee Project - serie TV (2011)
- Glee - serie TV (2011-2012)